# 2562 (muzikant)
2562 is de artiestennaam van de Nederlandse muzikant Dave Huismans uit Den Haag.
Onder de naam 2562 maakt Huismans voornamelijk dubstep. Onder de namen A Made Up Sound en Dogdaze maakte hij andere soorten muziek.
In 2004 nam hij zijn eerste album op, getiteld Shortcuts, dat pas in 2008 werd uitgegeven. Het eerste album dat hij als 2562 uitbracht, leverde positieve recensies op.
2562 trad onder andere op in de Melkweg, Eurosonic Noorderslag Amsterdam Dance Event, en Pitch Festival en als A Made Up Sound in Fabric in  Londen. Zijn lp Fever werd gepresenteerd in Brighton.
Het Engelse tijdschrift Clash noemde hem als achtste in een lijst van top-producers van 2011.
 Het album A New Today uit 2014 werd Album van de week op 3VOOR12.

## Discografie

### Albums
- Dogdaze: In Dog We Trust (2006), Dogdaze Productions
- 2562: Aerial (2008), Tectonic
- 2562: Unbalance (2009), Tectonic
- 2562: Fever (2011), When In Doubt
- 2562: Air Jordan (2012), When In Doubt
- 2562: The new today (2014), When In Doubt